# Paulis malmgård

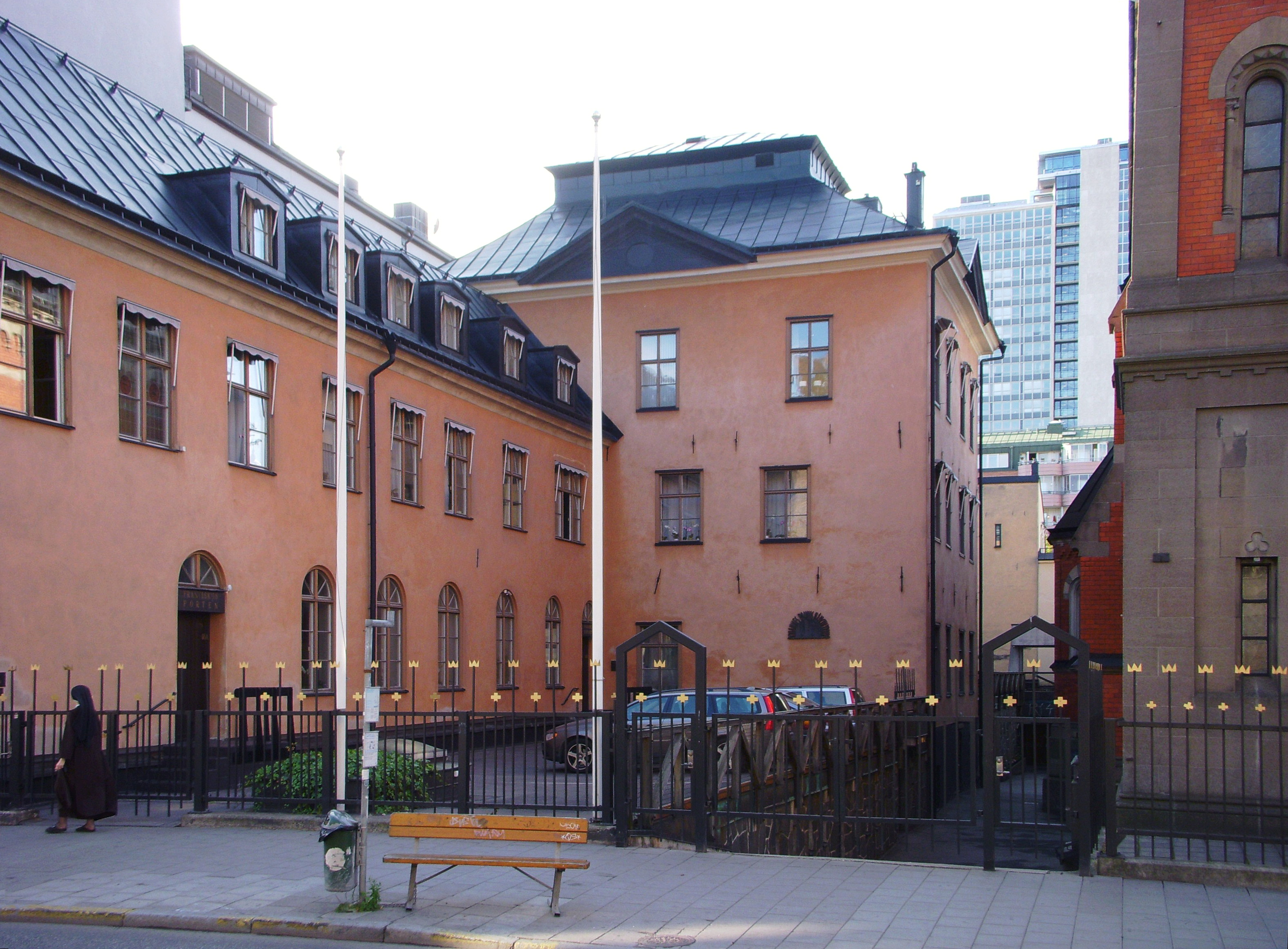
Paulis malmgård i augusti 2009, sedd från Folkungagatan.

Paulis malmgård (även kallat Niclas Paulis hus) var en malmgård belägen i kvarteret Bryggaren (nuvarande kvarteret Nattugglan) på Södermalm i Stockholm i hörnet Folkungagatan/Götgatan. Byggnaden uppfördes på 1680-talet på uppdrag av Niclas Pauli. En liten del av den tidigare egendomen finns kvar, men är idag helt kringbyggd av nyare fastigheter. Den ägs i dag av Stockholms katolska stift.
Inne på bakgården intill Stockholms katolska domkyrka och sedd från Folkungagatan syns malmgårdens väldiga huvudbyggnad från 1600-talets slut, som numera ingår i kyrkans verksamhet och inrymmer församlingshemmet samt kontor. Gårdens vackra 1600-talsport mot öster finns alltjämt bevarad. Byggnaden är blåklassad av Stockholms stadsmuseum vilket innebär att bebyggelsens kulturhistoriska värde av stadsmuseet anses motsvara fordringarna för byggnadsminnen i Kulturmiljölagen.

## Historik

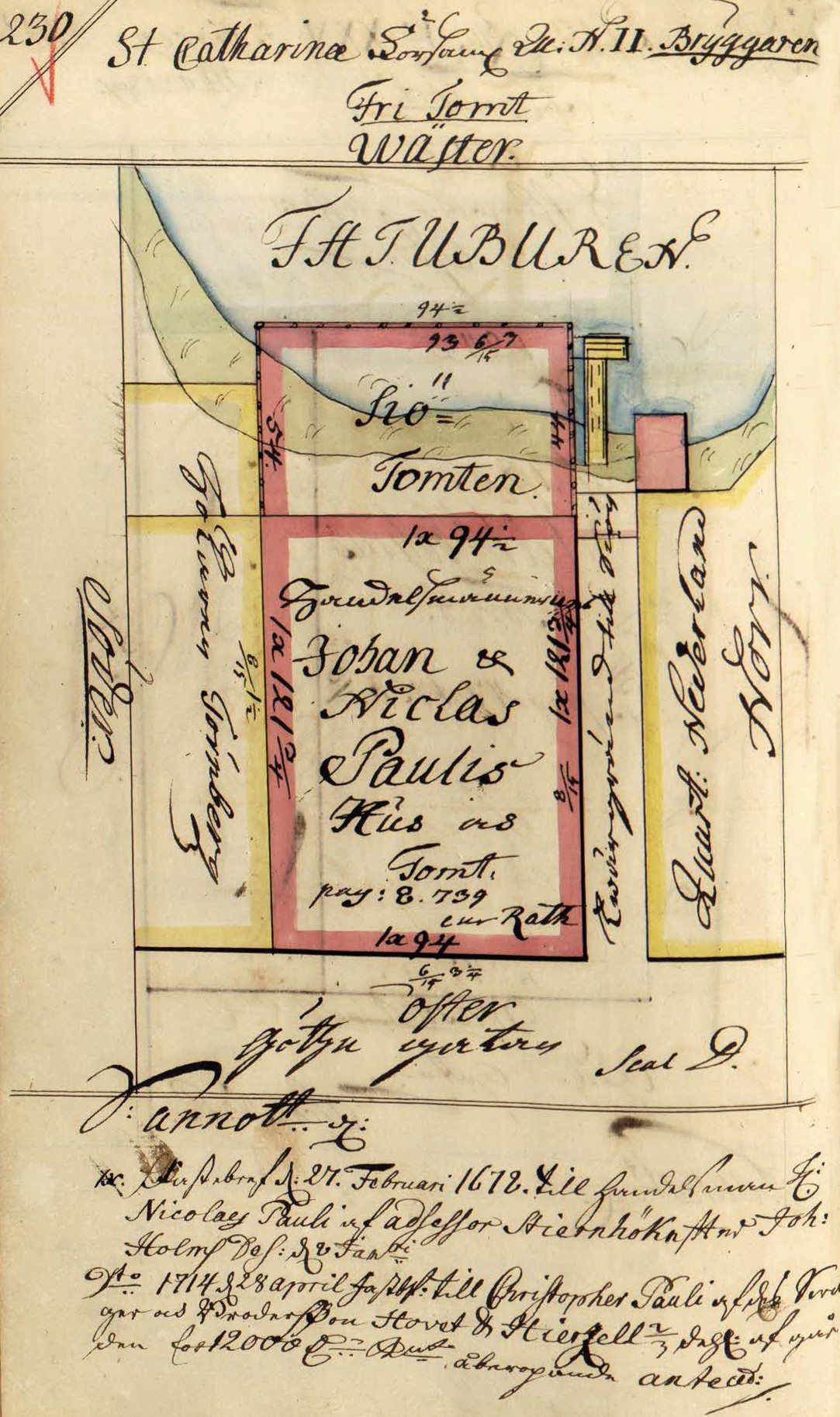
Niclas Paulis tomt, 1739.
(norr är till höger).

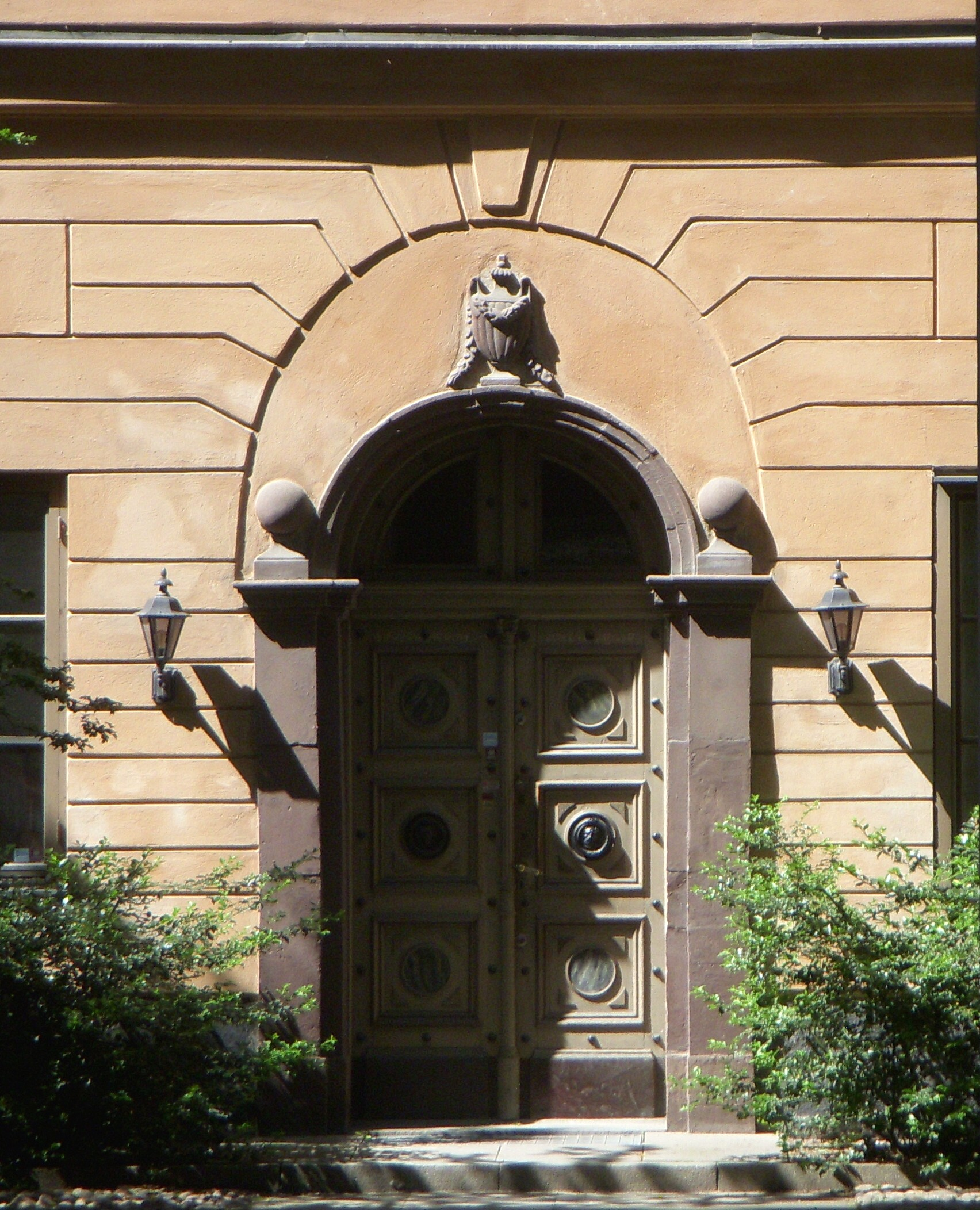
Gårdens 1600-talsport mot öster, 2010.

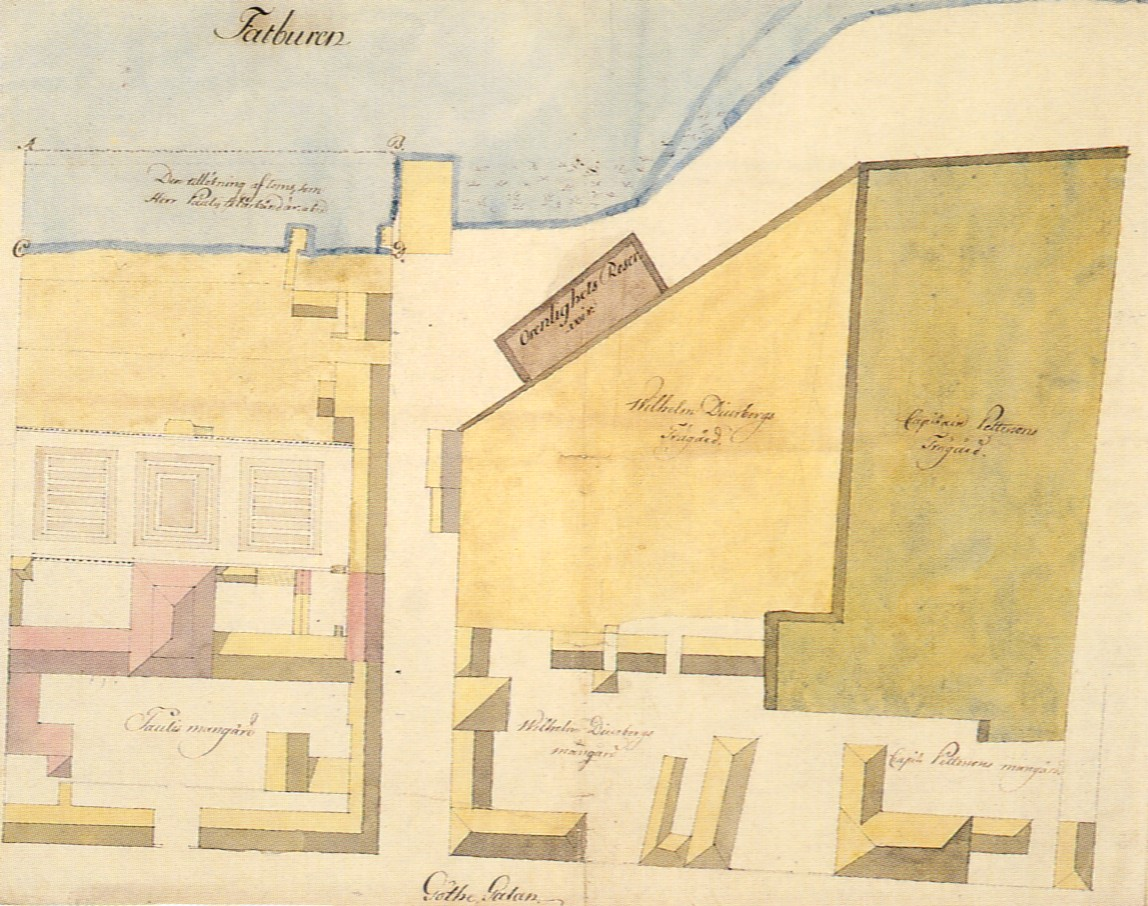
Carlbergs karta från 1766.
(norr är till höger).

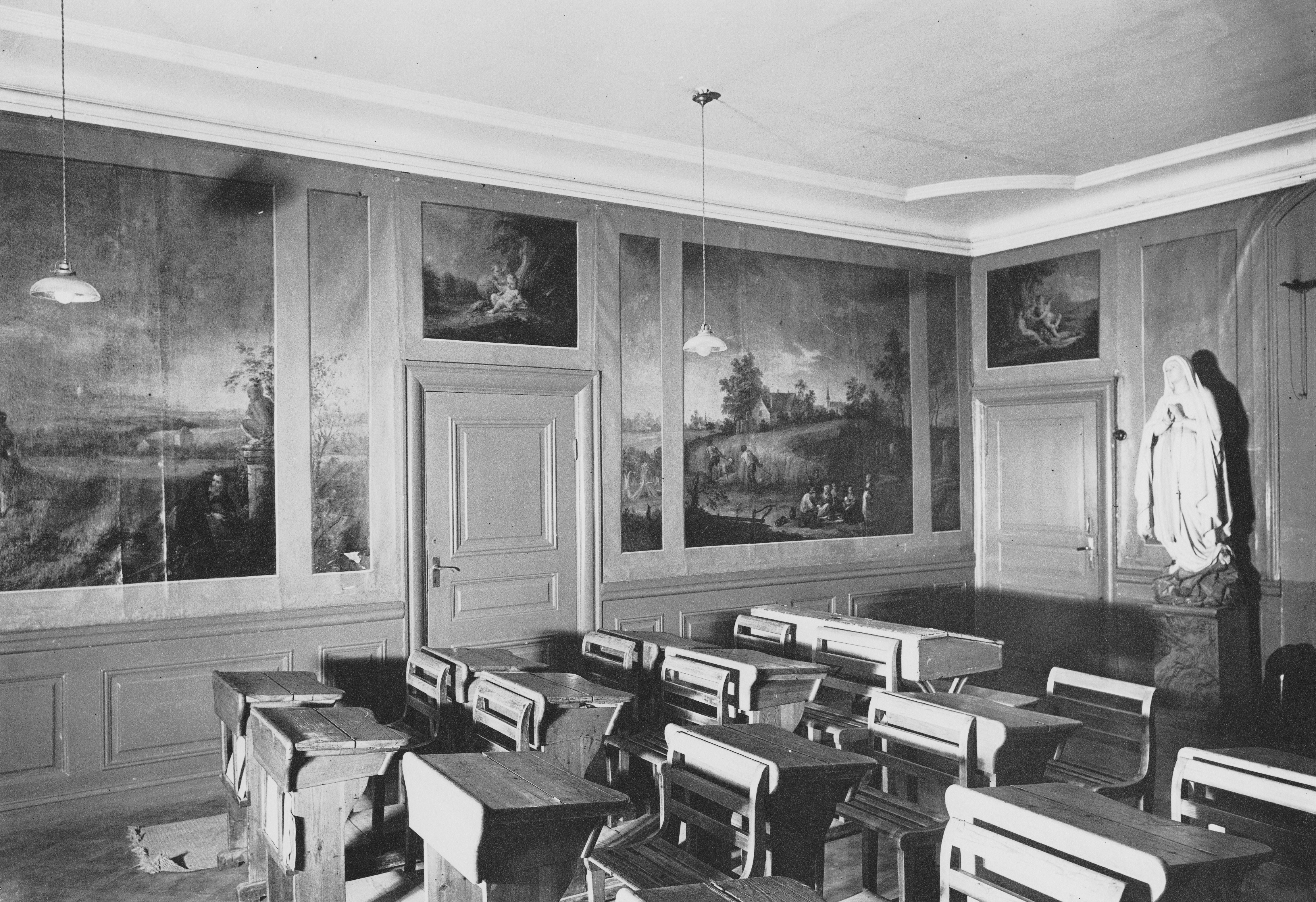
Katolska församlingens lektionssal.

Då malmgården byggdes fanns här sjön Fatburen och egendomen var alltså en strandtomt vid Fatburens östra sida. Den förste som byggde här var postmästaren och hovrådet Johan von Beijer, på hans tid var Fatburen fortfarande en frisk och fiskrik insjö som upptog Södermalms centrala delar. Gården hade då namnet Beijerska malmgården och byggdes med start 1654.  von Beijer köpte samma år även en betydligt större tomt längre ned på andra sidan Götgatan som efter honom kallades Beijerska trädgården, och i vars bortersta del han började bygga ett stenhus. 
Bygget synes ha dragit ut på tiden och fullbordades först av postmästarens barn. Innan gatan breddades och sänktes till nuvarande nivå kallades detta gatuparti "Postmästarbacken". Beijerska trädgården blev i början av 1900-talet uppdelad i flera mindre kvarter. När häxprocesserna grasserade som värst i Stockholm 1676, var det de stackars Beijerska arvingarnas trädgård som folkfantasin utpekade som den plats dit häxorna förde de sovande barnen och där häxorna förlustade sig med djävulen. 
Beijers andra gård vid Fatburssjön köptes 1678 av Niclas Pauli, invandrare från Schleswig.
Pauli höll på med färgeri och ylleväveri och under 1680-talet lät han uppföra byggnaderna som delvis ännu finns kvar. Efter Niclas Paulis död 1710 övertog sonen Christopher Pauli gården och rörelsen, efter honom följde Christophers söner Johan och Nicolaus. Nicolaus Petri blev en förmögen man, han byggde ut egendomen. Hans son Niclas junior köpte gården 1776 och förskönade den ytterligare både in- och utvändigt.
På en karta från 1766, undertecknad av stadsarkitekten Johan Eberhard Carlberg syns den stora anläggningen med beteckningen Paulis mangård, som sträckte sig från Göthe Gatan (Götgatan) i västlig riktning ner mot Fatburen. Den väldiga huvudbyggnaden i karolinsk stil med säteritak flankerades av lägre flygelbyggnader. Mot Götgatan fanns en kringbyggd innergård och mot Fatburen en barockträdgård, den tidigare Beijerska trädgården. Möjligen kan Pauli ha anlitat Jean de la Vallée som arkitekt. Huvudbyggnadens nästan kubiska form och dess gavelprydda säteritak har stora likheter med Öster Malma slott som är ett dokumenterat säkert verk av denne arkitekt. De ovala, men numera igenmurade överfönster i stora salen som Stadsmuseet dokumenterat vid en restaurering är också typiska för den franskfödde arkitekten.
Genom giftermål med Lovisa Frederika Wertmüller, som var syster till målaren Adolf Ulrik Wertmüller kom Niclas Pauli i kontakt med Johan Tobias Sergel, som bidrog till att försköna Paulis hem. Bland annat skapades en sal med målade rokokotapeter, vackra dörröverstycken och kakelugnar i gustaviansk stil. År 1796 var Niclas Pauli tvungen att sälja malmgården och 1799 gick han i konkurs.
Efter Pauli kom och gick många olika ägare, medan själva gården förblev ganska oförändrad. I och med att Fatburen fylldes igen försvann strandtomten. År 1857 förvärvade Katolska församlingen i Stockholm Paulis malmgård. Malmgården bestod då av huvudbyggnad med två flygelbyggnader och en trädgård. År 1864 byggdes ett stort hyreshus mot Götgatan, som 1932 ersattes av den byggnaden som nu finns på platsen. Det är Katolska församlingens bostadshus som ritades 1929 av Paul Hedqvist (se Nattugglan 19). På malmgårdens tidigare trädgårdstomt uppfördes 1892 Stockholms Katolska Domkyrka, därigenom klämdes Paulis malmgård mellan två fastigheter. Enligt en inventering som Stockholms stadsmuseum utförde 1977 framgår att "...huset ändå är ett representativt stycke karolinsk arkitektur och att den anrika 1700-talsinredningen är väl bevarad."

## Historiska fotografier, fasad mot Götgatan
Eftersom Paulinska malmgårdens huvudfasad är dold bakom Götgatans bebyggelse existerar inga nyare fotografier som visar hela fasaden. I början av 1930-talet fanns sock ett fototillfälle då hela malmgårdens östra fasad blev synligt, när ett äldre bostadshus mot Götgatan hade rivits och innan nybyggnaden Nattugglan 19 där restes.

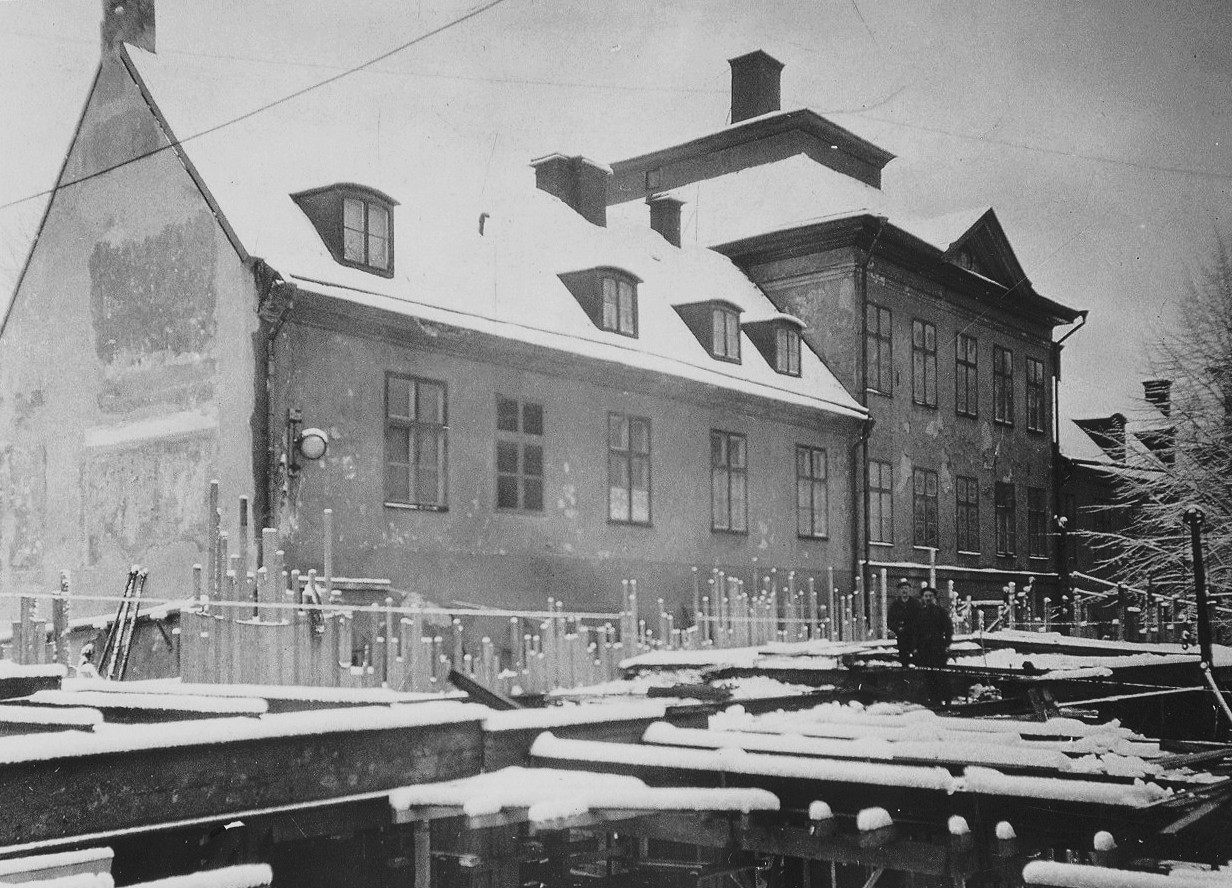
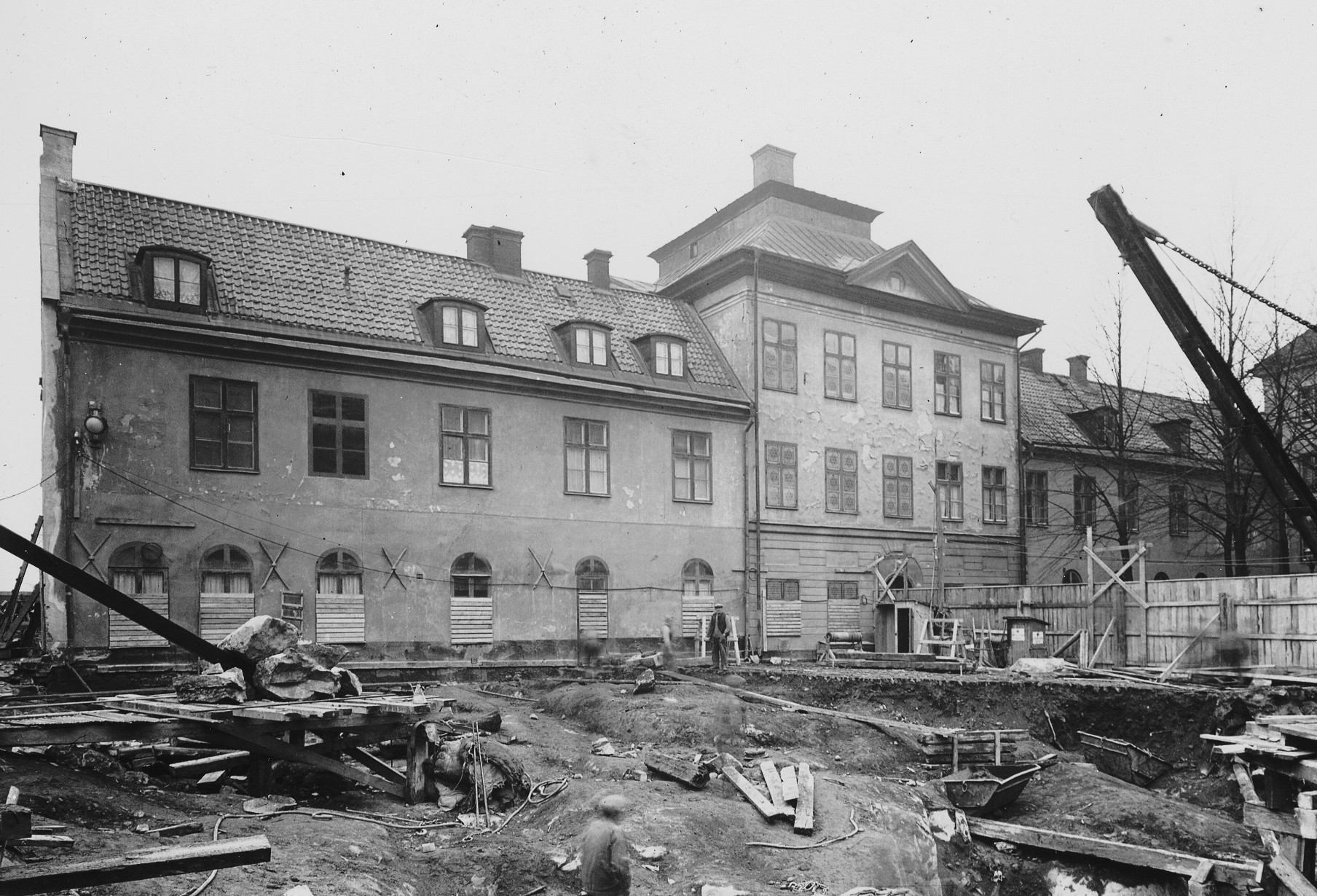
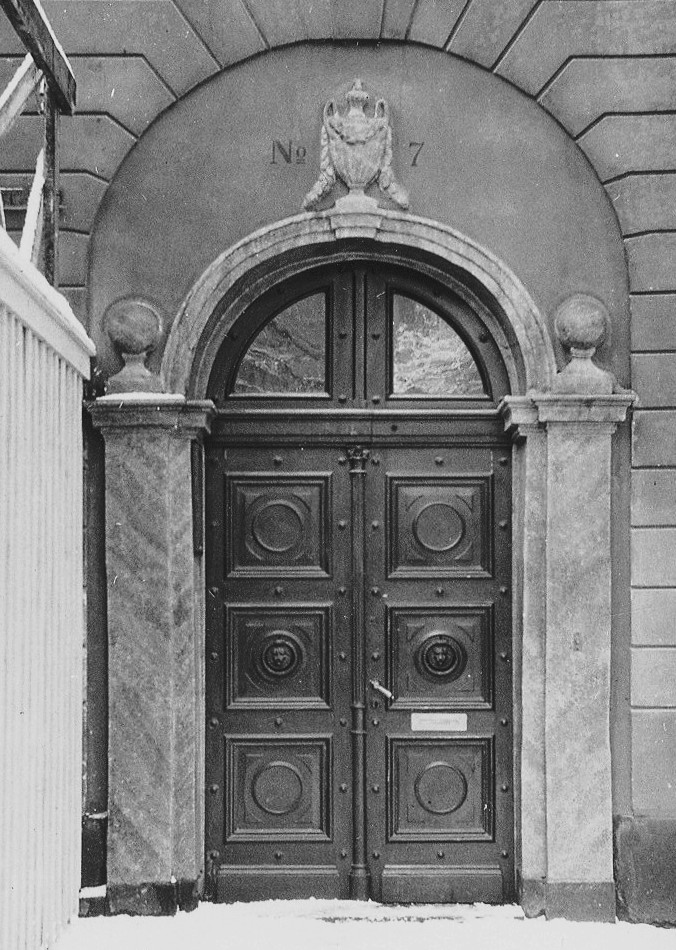
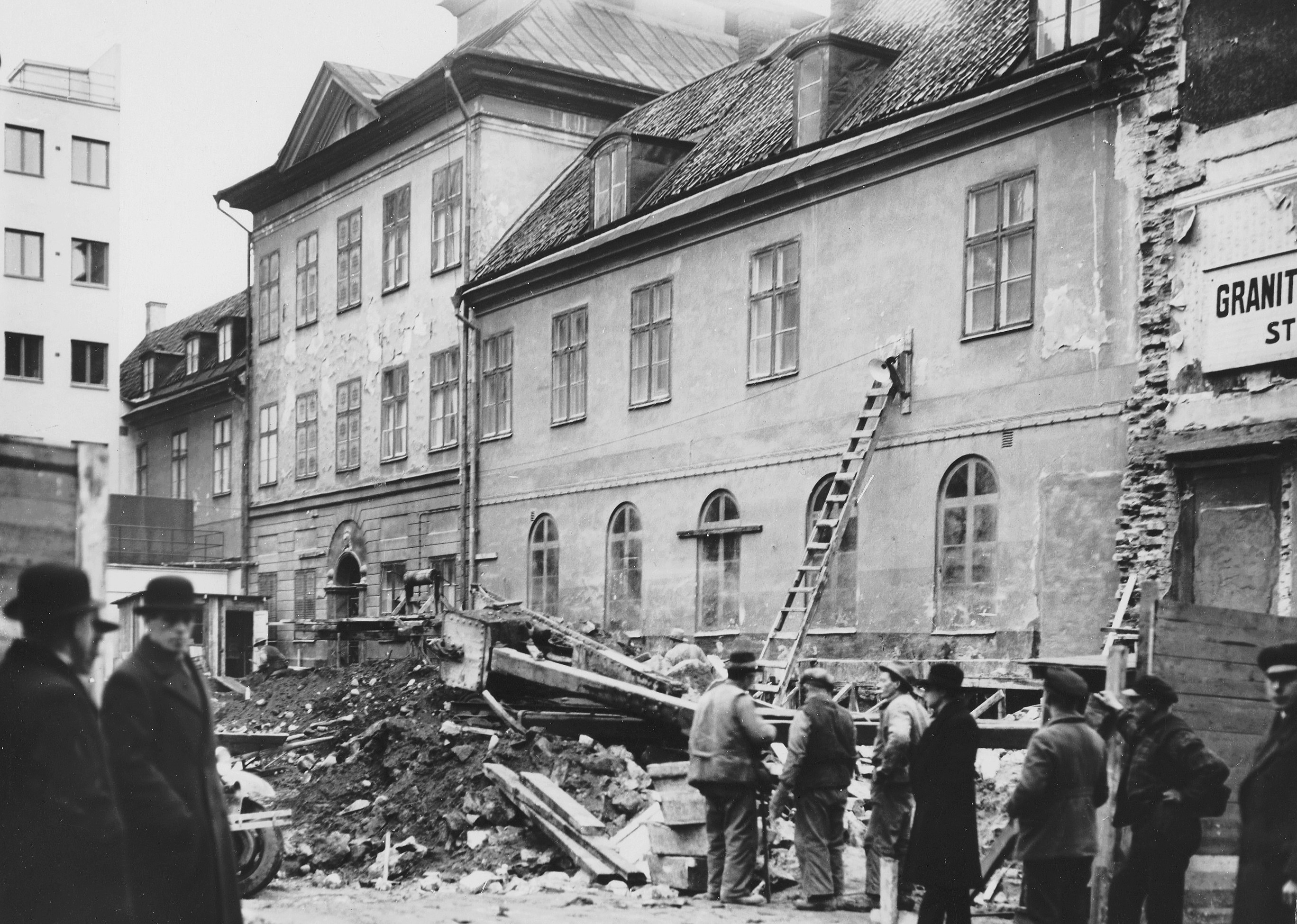